# 泉誠二
泉 誠二（いずみ せいじ、1932年3月11日 - 2022年2月15日）は、日本の実業家。北海道電力代表取締役社長、北海道経済連合会会長などを務めた。

## 人物・経歴
1954年北海道大学経済学部経済学科卒業、北海道電力入社。1988年取締役企画室長。1989年常務取締役。1991年取締役副社長。1993年取締役社長。1999年取締役会長。2000年北海道経済連合会会長、北海道国際航空取締役。2001年には伊達忠一北海道議会議員の参議院議員への転身を促し連合後援会長も務めた。高橋はるみ北海道知事の資金管理団体萌春会会長なども務めた。